# Neutraal Moresnet
Het Neutraal Moresnet, officieel het Onverdeelde Gebied van Moresnet, niet te verwarren met Neu-Moresnet, was van 1816 tot 1920 een neutraal gebied met een oppervlakte van amper 344 hectare dat toebehoorde aan zowel het Verenigd Koninkrijk der Nederlanden (vanaf 1830 aan de nieuwe staat België) als aan Pruisen (vanaf 1871 Duitsland). Het gebied, in de vorm van een stompe driehoek, lag ten zuiden van de Vaalserberg en reikte tot aan de hoofdweg van Aken naar Luik.
In de Eerste Wereldoorlog werd het bezet door Duitsland en na afloop door België. Uiteindelijk werd het door België definitief ingelijfd en sindsdien maakt het deel uit van de provincie Luik. Neutraal Moresnet werd voornamelijk bevolkt door Belgen (vanaf de onafhankelijkheid), Pruisen (vanaf 1871 Duitsers) en Nederlanders (in mindere mate vanaf de Belgische onafhankelijkheid). In augustus 1914 werden alle inwoners genaturaliseerd tot Duitser.
Neutraal Moresnet ontstond na de definitieve val van Napoleon, nadat de Nederlanden en Pruisen het bij de herindeling van Europa niet eens werden over het bezit van een waardevolle zinkgroeve bij Kelmis in de toenmalige gemeente Moresnet. Het stond bekend als een zinkexporteur, een belastingparadijs, een smokkelvrijplaats, een gokoord en korte tijd als potentiële Esperantostaat.
Een van de cartografische bijzonderheden was dat het met België, Nederland en Duitsland een vierlandenpunt had, of beter gezegd een 'viergrenzenpunt', want Neutraal Moresnet was niet echt een onafhankelijke staat.

## Geschiedenis

### Voorgeschiedenis

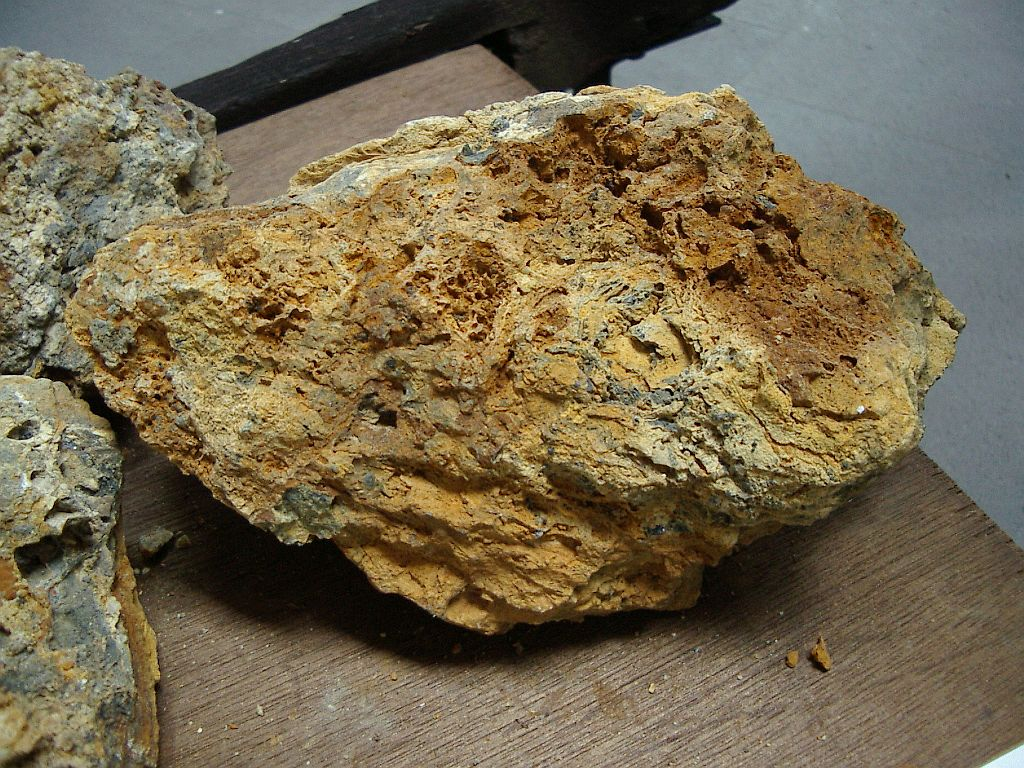
Gesteente met zinkspaat

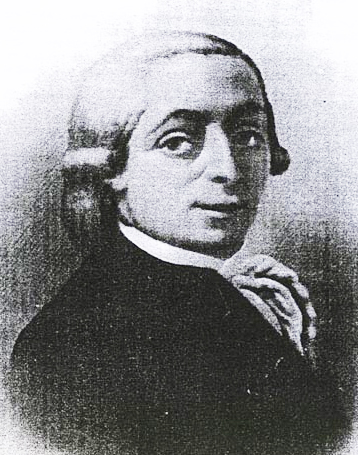
Jean-Jacques Dony

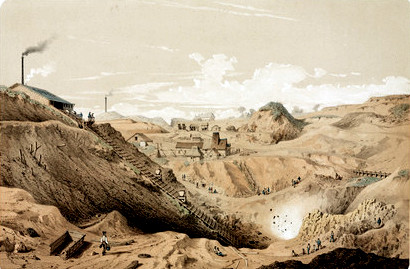
De zinkgroeve Altenberg/Vieille-Montagne in Kelmis/La Calamine

Aan het begin van de christelijke jaartelling schreef Plinius de Oudere over een kostbaar erts dat te vinden was aan de voet van de Altenberg. In de middeleeuwen ontstond hier het dorpje Kelmis. De naam is afkomstig van kalamijn, een ander woord voor zinkspaat of smithsoniet. Vanaf de 15e eeuw dolf de plaatselijke bevolking in een groeve naar zinkspaat, een mineraal waarvan zinkpoeder werd gemaakt. Samen met koper werd zinkpoeder gelegeerd tot messing. Het zinkpoeder werd gewonnen door het gesteente dat het zinkspaat bevatte in een oven te verhitten, waardoor de stenen uiteenvielen. De vrijgekomen brokstukken zinkspaat werden vervolgens tot poeder vermalen. In de oven liep de temperatuur zo hoog op dat een groot deel van het zink in gasvorm door de schoorsteen verdween. Als gevolg daarvan was het eigenlijk niet mogelijk om de zinkwinning in voldoende mate rendabel te maken.
In de loop der eeuwen streden de rijksstad Aken en het hertogdom Limburg om het bezit van de groeve. Het gebied viel lange tijd onder jurisdictie van Aken, totdat de Fransen het gebied in 1795 inlijfden en bij de gemeente Moresnet voegden. Vanwege het kostbare bewerkingsproces werd de zinkgroeve noodgedwongen geëxploiteerd door een Frans staatsbedrijf dat aan het zinkspaatbedrijf de naam Vieille-Montagne gaf.
Aan het begin van de 19e eeuw vond de Luikse uitvinder Jean-Jacques Dony een fabricagemethode uit waarmee puur zink kon worden gewonnen. Zijn uitvinding maakte gebruik van een verbeterde reductieoven, waarboven zich een pijp bevond waarin de zinkdamp opsteeg om vervolgens op schuin geplaatste platen neer te slaan en in inmiddels vloeibare vorm in klaarstaande bakken te druppelen. Door deze uitvinding kon niet alleen de opbrengst van het productieproces sterk verhoogd worden, maar ook de kwaliteit van het gewonnen zink. In 1805 vroeg Dony bij Napoleon een concessie aan om naar metalen te graven in een gebied van 8000 hectare in het departement Ourthe van het Eerste Franse Keizerrijk. Vijf jaar later verkreeg Dony van Napoleon een patent op de productie van zink met een reductieoven. Samen met boekhouder Hector Chaulet stichtte hij de mijnonderneming Dony et Compagnie.
Dankzij de reductieoven nam de winning van zink enorm toe, maar Dony wist het product niet te verkopen. Daarnaast leidde de val van Napoleon in 1814 tot de instorting van de zinkmarkt. Het bedrijf werd van een faillissement gered door de rijke zakenman François-Dominique Mosselman, die op 25 april 1813 driekwart van de aandelen had overgenomen voor 555.000 frank.

### Stichting
Na de Honderd Dagen werd Napoleon in 1815 voorgoed verslagen en werd Europa op het Congres van Wenen opnieuw ingedeeld. Het pas opgerichte Koninkrijk der Nederlanden en Pruisen onderhandelden over hun gezamenlijke grens en het bezit van de zinkgroeve. Diplomaat Hans Christoph Ernst von Gagern eiste met succes namens koning Willem I een deel van de oostelijke Maasoever op, maar over de precieze grens tussen Nederland en Pruisen bestond nog onduidelijkheid. De uiteindelijke grenzen werden onderhandeld door Maximiliaan de Man namens de Nederlanden en Karl von Bernuth namens Pruisen.
Over het bezit van Kelmis bleken twee artikelen van het Weense verdrag elkaar tegen te spreken. De Nederlandse grens lag bij Kelmis tot twee kilometer oostelijker dan de westgrens van Pruisen en omdat beide partijen zeggenschap wilden over de zinkgroeve, kwamen ze niet tot een overeenkomst. De regeringen van de Nederlanden en Pruisen besloten om het middelste gebied van Moresnet los te koppelen van de onderhandelingen en tijdelijk tot neutraal gebied te verklaren. Op 26 juni 1816 werd de stichting van 'Het Onverdeelde Gebied van Moresnet' met het Traktaat van Aken bezegeld. Het werd opgericht als een tijdelijke oplossing, maar de speciale commissie die het vraagstuk had moeten oplossen werd nooit bijeengeroepen.

### Beginjaren
De unieke situatie waarin Neutraal Moresnet zich bevond leidde in de beginjaren tot verwarring. Zo was het onduidelijk welke nationaliteit de inwoners hadden, aan welk land ze belasting verschuldigd waren en in welk land de mannen hun dienstplicht moesten vervullen. De kaarsrechte grenzen liepen hier en daar dwars door een huis, waardoor het onduidelijk was of de bewoners wel ingezetenen waren van Neutraal Moresnet. Deze ongekende vraagstukken leidden tot langdurige bureaucratische processen en onzekerheid bij de bevolking.
Voor het dagelijks bestuur stelden de Nederlanden en Pruisen vanaf 1817 elk een eigen commissaris aan. Voor de Nederlanden werd de eerste commissaris de Limburgse jurist Werner Jacob en Pruisen stelde de in Aken wonende mijnbouwkundig adviseur Wilhelm Hardt aan. Ze ontmoetten elkaar maar enkele keren en voerden vooral overleg per post. In Neutraal Moresnet kwamen ze zelden. De commissarissen waren samen verantwoordelijk voor de belastingheffing en stelden de begroting vast. De burgemeester van het nabijgelegen Pruisisch Moresnet, het huidige Neu-Moresnet, werd tevens benoemd tot burgemeester van Neutraal Moresnet. Voorheen was hij dat al. De burgemeester hield zich vooral bezig met kleinschalige zaken, zoals vergunningverlening, de burgerlijke stand en het bijhouden van het kadaster. Dat bestuur en mijnen nauw verbonden waren, blijkt uit het feit dat enkele burgemeesters ook functies binnen de mijndirectie bekleedden. Bij twijfel verwezen de commissarissen beslissingen door naar de regeringen van de landen. Daarnaast werd er besloten dat het Duits de voertaal zou worden. Het besturen van Moresnet bracht veel vragen met zich mee. Moesten de mannelijke inwoners militaire dienstplicht gaan vervullen en in welk land dan? Kwam er wel of geen douane? Wat ging er gedaan worden als een crimineel naar Neutraal Moresnet vluchtte? Om uit die bestuurlijke impasse te geraken adviseerden de commissarissen om het gebied min of meer onafhankelijk te maken, maar dit idee werd door beide regeringen afgewezen. In 1822 werd de Code Napoléon ingesteld als wetboek.
Omdat slechts belasting werd geheven op luxezaken, leefden de inwoners zeer voordelig en werd Neutraal Moresnet een belastingparadijs. Dit had een immigratiestroom tot gevolg, mede door de toestroom van jonge mannen uit de buurlanden die aan de dienstplicht wilden ontsnappen, en in de eerste tien jaar verdubbelde de bevolking. Omdat de douane gemakkelijk te omzeilen was werd ook massaal via Neutraal Moresnet gesmokkeld. Hoewel ambtenaren klaagden over de chaos die de situatie veroorzaakte, waren de Nederlanden en Pruisen vastberaden om het gebied niet aan de ander te laten.
In de eerste jaren leverde de zinkgroeve zo'n half miljoen kilogram zink per jaar op. Het materiaal werd in de loop der jaren steeds beter verkocht als bouwmateriaal. Tussen 1813 en 1818 maakte Vieille-Montagne 787.000 frank winst. Pruisen bezat bij het oostelijke Kattowitz een zinkmijn op eigen grondgebied en werkte de concurrerende mijn van Mosselman door middel van rechtszaken tegen. In 1827 werd Mosselman door Pruisen en de Nederlanden aangeklaagd omdat het bedrijf, gebruikmakend van een maas in de wet, al jaren geen pacht meer had betaald. Mosselman besloot de groeve te verkopen en onderhandelde in het geheim met koning Willem I der Nederlanden, een van zijn aanklagers. Nadat Mosselman bij een tussenvonnis in het ongelijk werd gesteld mocht de koning van Mosselman de groeve voor 600.000 gulden, zo'n 1,4 miljoen Franse frank, overnemen. Mosselman had drie miljoen Franse frank in het bedrijf geïnvesteerd, dus hij verkocht met verlies. Wel verplichtte Willem I zich om Mosselman te vrijwaren van alle eventuele latere claims door derden en zou de koning ook zorgdragen voor de betaling van achterstallige pacht, die inmiddels in de tonnen liep.
De koning ging akkoord, maar vlak voor de definitieve aankoop brak de Belgische Revolutie uit en nam de nieuwe Belgische staat in 1830 het Nederlandse co-regentschap over, al deed Nederland nooit officieel afstand van aanspraak op Neutraal Moresnet. Vanaf 1835 werden Belgische commissarissen aangesteld. Door de onafhankelijkheid van België en de splitsing van Limburg in 1839 ontstond bij Vaals een vierlandenpunt.

### Stabilisering

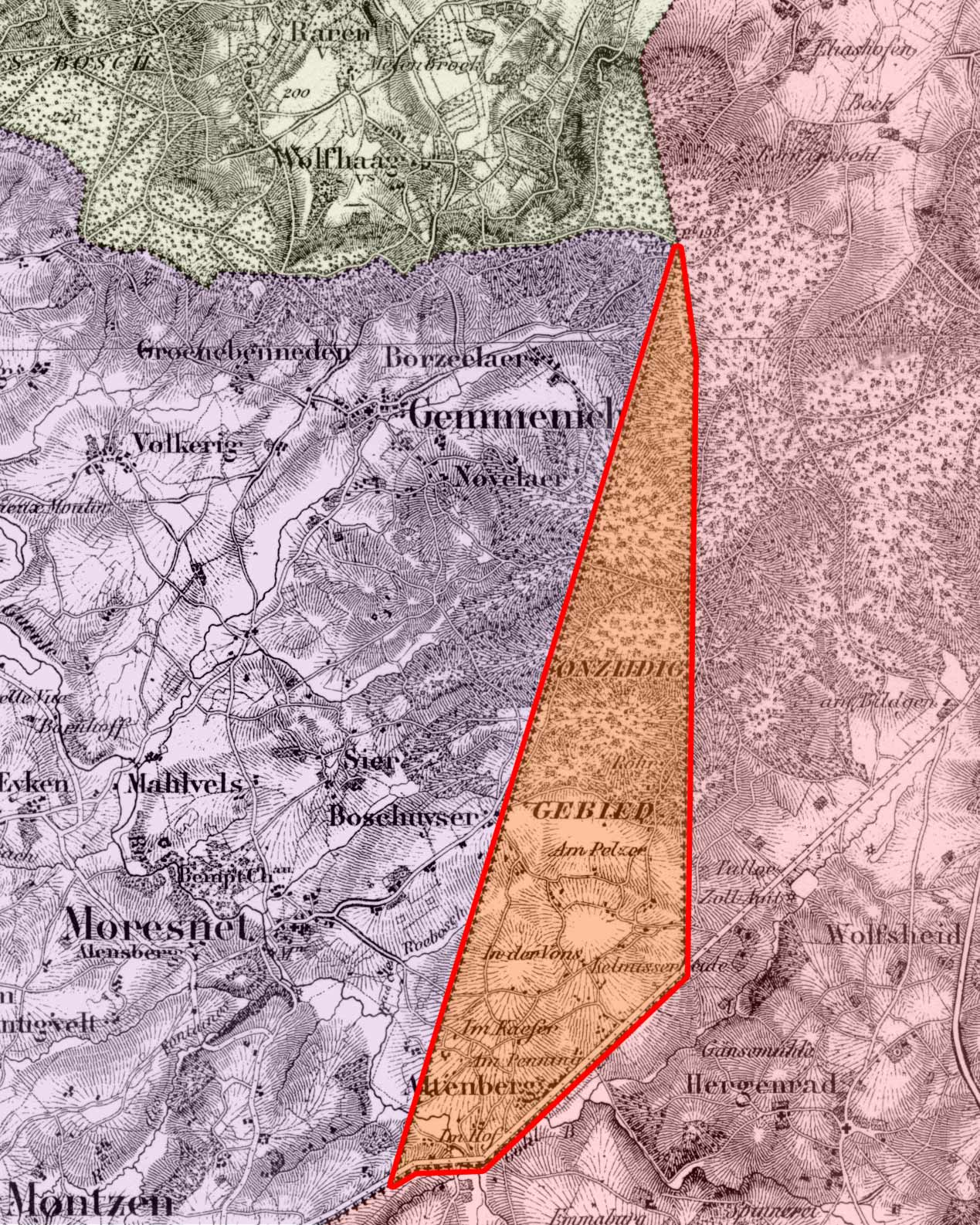
Kaart van Neutraal Moresnet uit 1862

Mosselmans invloedrijke dochter Fanny en haar echtgenoot, ambassadeur Charles Le Hon, gebruikten hun Franse connecties om te investeren in de groeve. Dit leidde tot de oprichting van het Société des Mines et Fonderies de Zinc de la Vieille-Montagne, een naamloze vennootschap met een aandelenkapitaal van 5,8 miljoen frank. Dankzij dit aangetrokken kapitaal kon de achterstallige pacht worden betaald en kwamen Vieille-Montagne, België en Pruisen tot een juridische overeenkomst. In 1855 bereikte de zinkwinning een hoogtepunt: dat jaar werd 137.000 ton zinkspaat opgegraven. Sindsdien daalde de opbrengst elk jaar. In 1856 werd de concessie van Vieille-Montagne verlengd tot in de eeuwigheid. Als gevolg bloeide de economie van het gebied, wat toeleveranciers en detailhandelaars aantrok.
Met de industriële revolutie steeg de vraag naar zink aanzienlijk. Net zoals bij een goudkoorts leidde de stijgende waarde van zink tot een explosieve groei van het inwoneraantal van Neutraal Moresnet. Door de diplomatische rompslomp die de buitenlandse politie moest ondergaan om Neutraal Moresnet te betreden, konden misdadigers de ordehandhaving in hun eigen land gemakkelijk ontlopen door naar Neutraal Moresnet te vluchten. Veel Belgische jongemannen vertrokken naar Neutraal Moresnet om rekrutering voor het nieuwe Belgische leger te ontduiken.
Naarmate de groeve steeds verder werd uitgegraven werd duidelijk dat de voornaamste bestaansreden van Neutraal Moresnet uiteindelijk zou worden achterhaald. In 1869 kwamen België en Pruisen na een inspectie tot een overeenkomst: Kelmis en de groeve, die op korte termijn uitgeput zou raken, werden overgedragen aan Pruisen (119 hectare, 2400 inwoners) en het beboste noorden aan België (213 hectare, 400 inwoners). Om onopgehelderde redenen ging dit plan niet door; mogelijk omdat Vieille-Montagne de industrie van Neutraal Moresnet ondanks de dalende zinkwinning in stand hield door zinkertsen uit het buitenland te importeren en in de smelterijen van Kelmis om te smelten. In 1870 werd de spoorlijn Welkenraedt-Bleyberg voltooid en kreeg de mijn een spoorverbinding. Kelmis werd in 1871 aangesloten op het Belgische spoor en richtte een dochteronderneming op om Pruisische zinkgroeves langs de Rijn uit te baten. Zo kon het gebied alsnog voortbestaan als een neutrale grootmacht in de zinkindustrie. In 1884 was de groeve van Kelmis volledig uitgeput.

### Onafhankelijkheidsbeweging

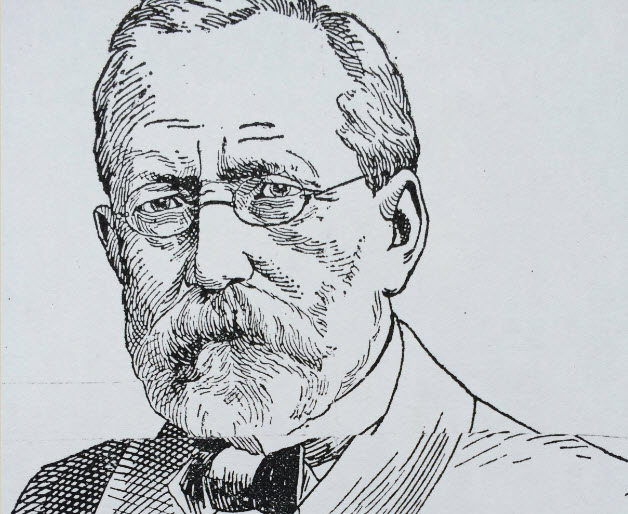
Dr. Wilhelm Molly

In 1886 begon de populaire Duitse arts en locoburgemeester Wilhelm Molly een onafhankelijkheidsbeweging. In 1897 werd een nationalistisch comité opgericht tegen de opheffing van de neutraliteit. Molly en zijn gelijkgestemden richtten het nutsbedrijf Verkehrs Anstalt Moresnet op en begonnen postzegels uit te geven. Ze zagen het als een symbolische onafhankelijkheidsverklaring en hoopten tegelijk geld te verdienen aan filatelisten. Volgens de Code Napoléon mochten niet-gouvernementele organisaties als Verkehrs Anstalt Moresnet zich echter niet bemoeien met postzaken, en na afkeuring door België en Duitsland hield het bedrijf op te bestaan. De postzegels van Neutraal Moresnet behoren in de 21e eeuw tot de meest begeerde ter wereld.
Terwijl de buurlanden snel moderniseerden bleef Neutraal Moresnet geketend aan de wetten van de Code Napoléon. Moderne opvattingen over stemrecht, kinderarbeid en leerplicht gingen aan het gebied voorbij. In 1902 begon Duitsland met het schrijven van een zwartboek over de misstanden in Neutraal Moresnet. Er waren in 1903 hoge verwachtingen dat een staatsbezoek van de Belgische koning Leopold II aan de Duitse keizer Wilhelm II de situatie zou ophelderen, maar de verdeling van Neutraal Moresnet werd door Belgische politici geblokkeerd. Ook Vieille-Montagne had baat bij een neutraal belastingparadijs en werkte de opdeling tegen. In een informeel referendum stemden 95% van de inwoners vóór het behoud van de neutraliteit. In het hypothetische geval van verdeling had inlijving door België bij de inwoners de voorkeur, omdat het leven in België goedkoper was dan in Duitsland.
Om de reputatie van Neutraal Moresnet te herstellen liet burgemeester Hubert Schmetz straatverlichting en straatnaamborden plaatsen en werden de hoofdwegen voorzien van trottoirs met afwatering. In 1908 kwam er een nieuwe school en werden met Vieille-Montagne plannen gemaakt voor de bouw van een elektriciteitscentrale. Daarnaast kocht hij benodigdheden voor de brandweer en vaardigde hij een reeks politieverordeningen uit om de welig tierende prostitutie aan te pakken.

### Gokparadijs
In de 19e eeuw vierden kansspelen hoogtij in Europa. In veel landen werd gokken verboden. In navolging van het dwergstaatje Monaco, dat een fortuin verdiende met de legalisering van kansspelen, werden er pogingen gedaan om van Neutraal Moresnet een gokimperium te maken. Gokken was al tijden een populair tijdsbedrijf in Neutraal Moresnet en in de Code Napoléon stond geen woord over een gokverbod. In 1891 richtte een Britse ondernemer een wedkantoor op in Kelmis. Zijn advertenties in Britse kranten trokken de aandacht van zakenmannen die hoopten van Neutraal Moresnet een gokparadijs te maken.
Belgische voormalige casino-uitbaters, die hun fortuin hadden verloren als gevolg van het Belgische gokverbod, richtten op 15 augustus 1903 het casino Cercle de Chasse op in het luxehotel Bergerhoff. Het casino werd een groot succes bij de gegoede burgerij van de Europese industriesteden. België en Duitsland vreesden echter dat Neutraal Moresnet onbeheersbaar zou worden en beriepen zich op een zelden nageleefde wet in de Code Napoléon, die een samenscholing van meer dan twintig personen verbood. Op 2 september 1903 vielen de Belgische en Duitse politie het hotel binnen en werd het casino gesloten. Gokken bleef populair op kleine schaal.

### Esperantostaat

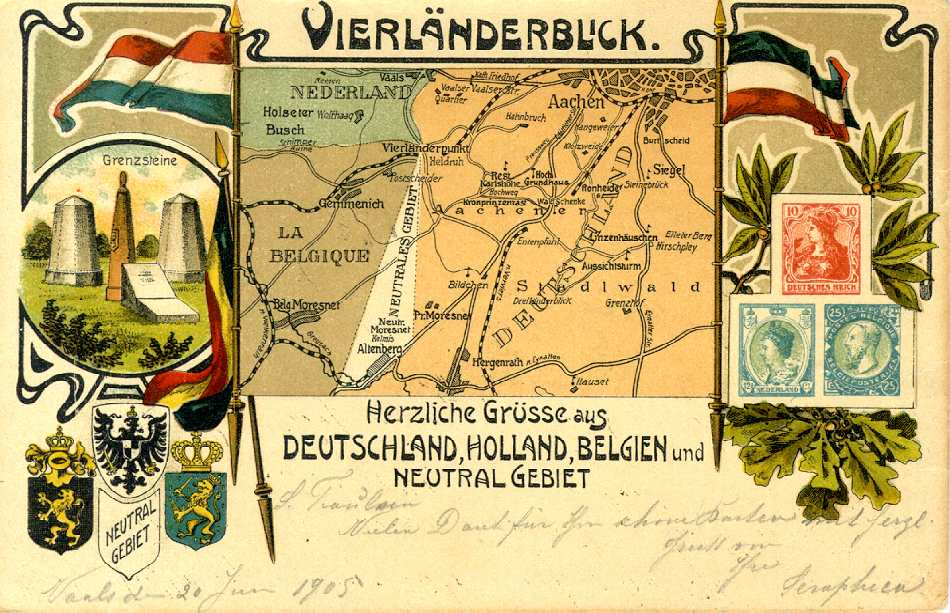
Een ansichtkaart uit 1905 van het
toenmalige Vierlandenpunt bij Vaals,
met links van het neutraal gebied,
Belgisch Moresnet en rechts daarvan
Pruisisch Moresnet.

In 1906 ontmoette Wilhelm Molly de Esperantist Gustave Roy. Molly zag in de opkomst van de kunsttaal Esperanto een mogelijke nieuwe bestaansreden voor het gebied en samen poogden ze van Neutraal Moresnet de eerste Esperantostaat van de wereld te maken. Het plan werd door de inwoners met enthousiasme ontvangen en er werd zelfs een naam voor Neutraal Moresnet in het Esperanto bedacht: Amikejo ("plaats van vriendschap"), compleet met eigen volkslied, de Amikejo-mars. In de overtuiging dat het Esperanto na verloop van tijd wereldwijd zou aanslaan was het plan om alle inwoners van Neutraal Moresnet binnen de tien jaar Esperanto te laten spreken. De uitvinder van het Esperanto, Lejzer Zamenhof, gaf zijn goedkeuring aan het project. Vanaf 1907 werden er lessen gegeven in Esperanto; in 1908 spraken 140 inwoners (3-4% van de totale bevolking) de taal. Op 13 augustus 1908 ontving Roy op het Esperanto-Wereldcongres in Dresden de nodige steun om het Centrale Bureau van de Esperanto-beweging te verhuizen van Genève naar Kelmis. Eveneens zou het eerstvolgende Esperanto-Wereldcongres aldaar plaatsvinden.
Het Centrale Bureau van de Esperanto-beweging kwam beide plannen uiteindelijk niet na; mogelijk werd men afgeschrikt door het risico op diplomatieke heisa en werden Duitse Esperantisten door hun regering beïnvloed. In Neutraal Moresnet kelderde het enthousiasme voor het Esperanto onmiddellijk.

### Opheffing

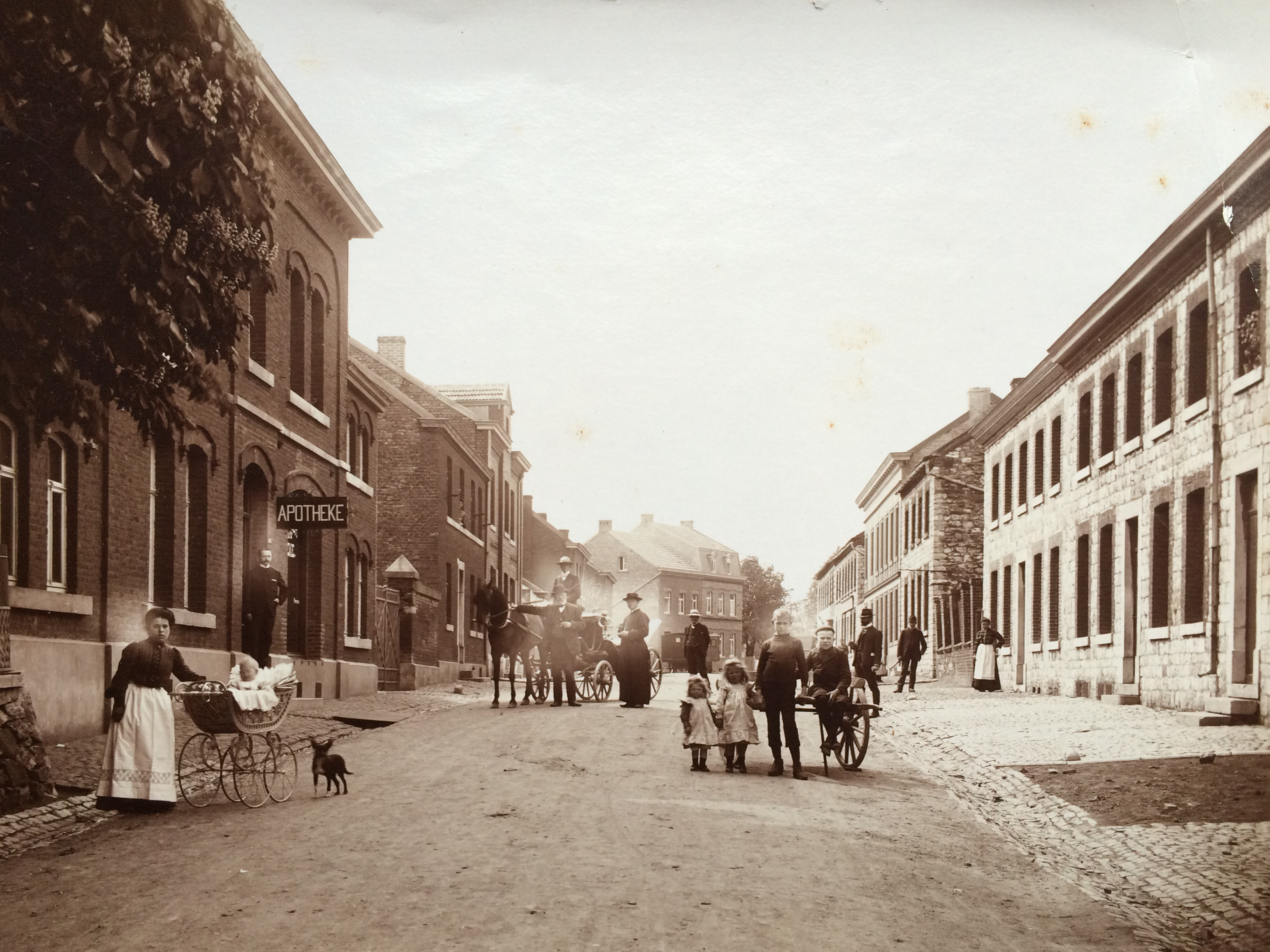
Het straatbeeld van Neutraal Moresnet rond de eeuwwisseling

Duitsland zag de Esperantobeweging als een bedreiging en moedigde Duitsers aan om naar Neutraal Moresnet te emigreren zodat een Duitse meerderheid de politiek kon beïnvloeden. Daarnaast dwarsboomde burgemeester Schmetz, inmiddels in collaboratie met Duitsland, de aanleg van een nieuwe telefoonkabel met België. In het Duitse parlement werden de sentimenten naar Neutraal Moresnet almaar vijandiger. Om een opdeling van Neutraal Moresnet te forceren liet Duitsland in 1913 alle telefoon- en elektriciteitsdraden vanuit dat land naar Neutraal Moresnet doorknippen en mochten Duitse postbodes geen brieven en telegrammen meer bezorgen in Kelmis. In het geheim werd door Duitsland overwogen om de zaak op te lossen via het Permanent Hof van Arbitrage in Den Haag. Naarmate de Duitse maatregelen verhardden werden de onafhankelijkheidsgevoelens van de Neutralen sterker. Er werd een comité opgericht om het 100-jarige jubileum van Neutraal Moresnet groots te vieren, maar burgemeester Schmetz liet de voorbereidingen afblazen.
Bij het begin van de Eerste Wereldoorlog vielen Duitse legers volgens het Schlieffenplan België binnen. Neutraal Moresnet werd op 4 augustus 1914 binnen een half uur ingenomen. Aangezien het neutrale gebied geen leger had bleef Kelmis vrijwel onbeschadigd gedurende de inval. Zonder Belgische toestemming kon het gebied echter wettelijk niet worden opgeheven en bleef Neutraal Moresnet bestaan, zij het onder Duits gezag. Alle inwoners van Neutraal Moresnet kregen op 4 augustus 1914 de Duitse nationaliteit. Eind 1915 werd Neutraal Moresnet alsnog door Pruisen geannexeerd en werd het onderdeel van de Rijnprovincie. Ten gunste van de oorlogsmachine investeerden de Duitsers in Vieille-Montagne en werd een spoorlijn van Aken naar Kelmis aangelegd, waarvoor een tunnel onder de Vaalserberg en een viaduct over het Geuldal moesten worden aangelegd. In 1918, aan het einde van de Eerste Wereldoorlog, kwamen 147 inwoners van Neutraal Moresnet om het leven als gevolg van oorlogshandelingen. Later in dat jaar werd Neutraal Moresnet bezet door het Belgische leger.
Op 10 januari 1920 trad het Verdrag van Versailles in werking, waarbij Neutraal Moresnet definitief werd ingelijfd door België als onderdeel van de Oostkantons. Alle inwoners kregen de Belgische nationaliteit, Kelmis werd wettelijk Franstalig en hernoemd naar La Calamine en Neutraal Moresnet werd onderdeel van de provincie Luik.

## Nalatenschap

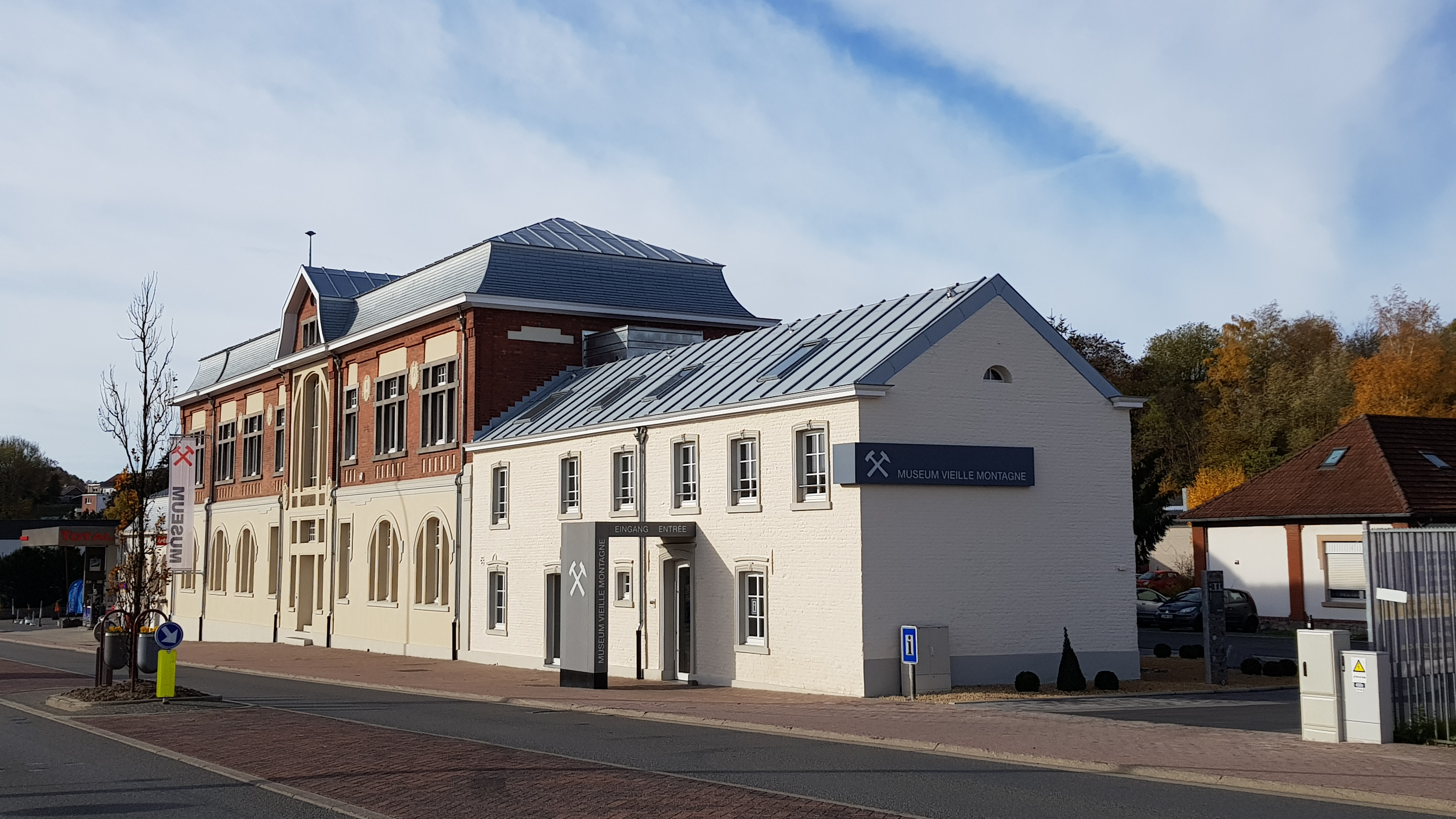
Museum Vieille-Montagne in Kelmis

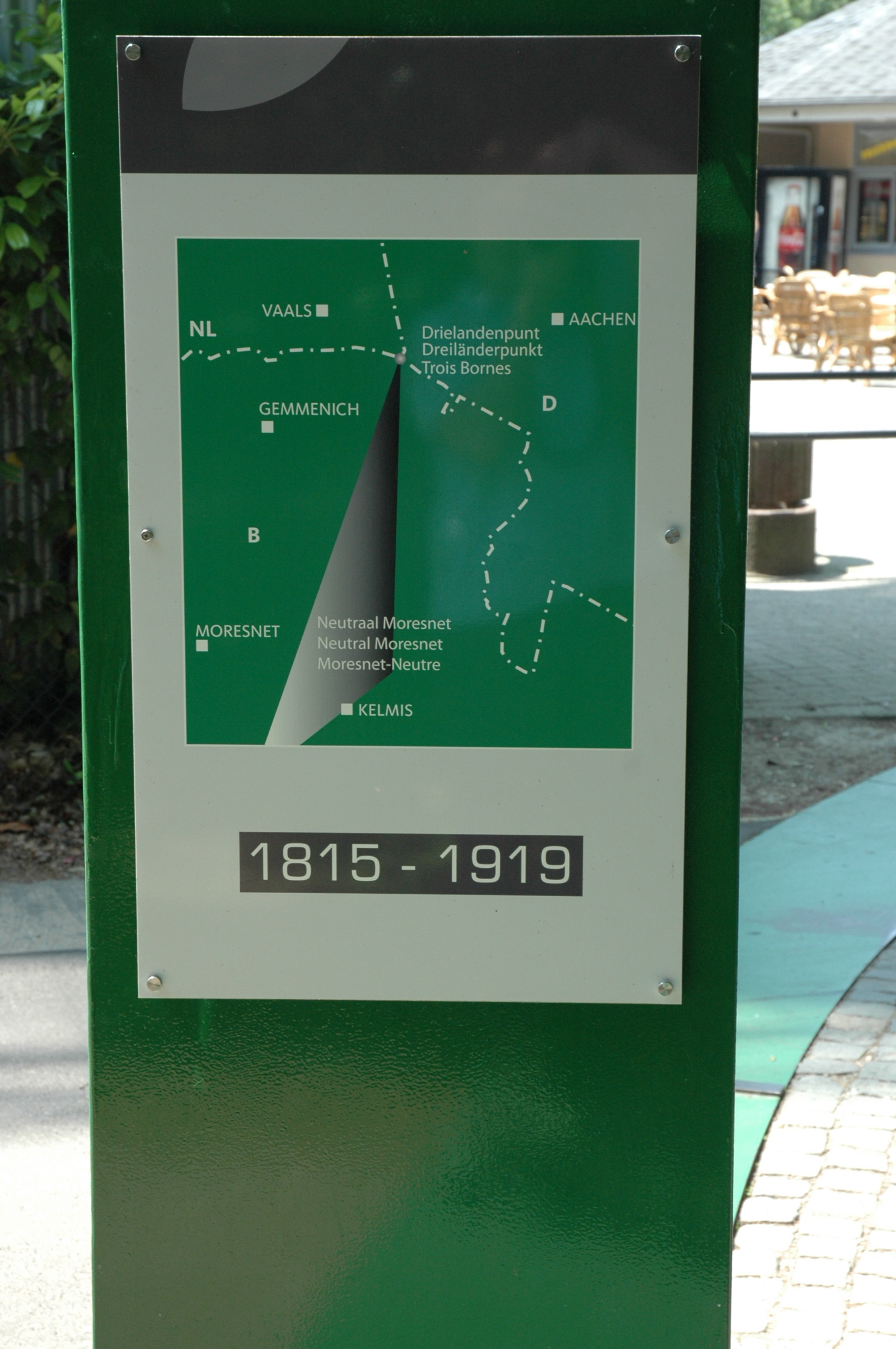
Monument van Neutraal Moresnet bij het Drielandenpunt bij Vaals

De unieke situatie van het gebied werd gedurende haar bestaan breed uitgemeten door geleerden, juristen en journalisten. Reporters berichtten grotendeels lyrisch over hun bezoek aan Neutraal Moresnet en roemden het gebrek aan een krijgsmacht, de lage belastingen en de geringe overheidsbemoeienis.
De herinnering aan Neutraal Moresnet werd tot 2017 levend gehouden door het Geuldalmuseum in Kelmis. Sinds september 2018 presenteert Museum Vieille Montagne de geschiedenis van Neutraal Moresnet in het oude Bestuursgebouw van Vieille-Montagne. Ook is er een monument bij het Drielandenpunt van Vaals. De stenen grenspalen geven nog steeds de oude grens van Neutraal Moresnet aan; enkele grenspalen die na 1920 werden verwijderd zijn door de gemeente Kelmis teruggeplaatst of vervangen door nieuwe. Vanaf grote hoogte is nog steeds een driehoek te zien die de voormalige grenzen van Moresnet aangeeft, aangezien vanaf 1822 de bomen aan 'buitenlandse' zijde gekapt werden. Deze driehoek heeft een iets andere tint groen dan de omgeving.
Aan het begin van het jaar 2018 leefde er nog één persoon die in Neutraal Moresnet geboren was: Catharina Meessen, geboren in 1914 als oudste van tien kinderen. Zij woonde sinds 1945 op hetzelfde adres in Kelmis. In februari 2020 overleed zij op 105-jarige leeftijd.

## Maatschappij

### Ligging

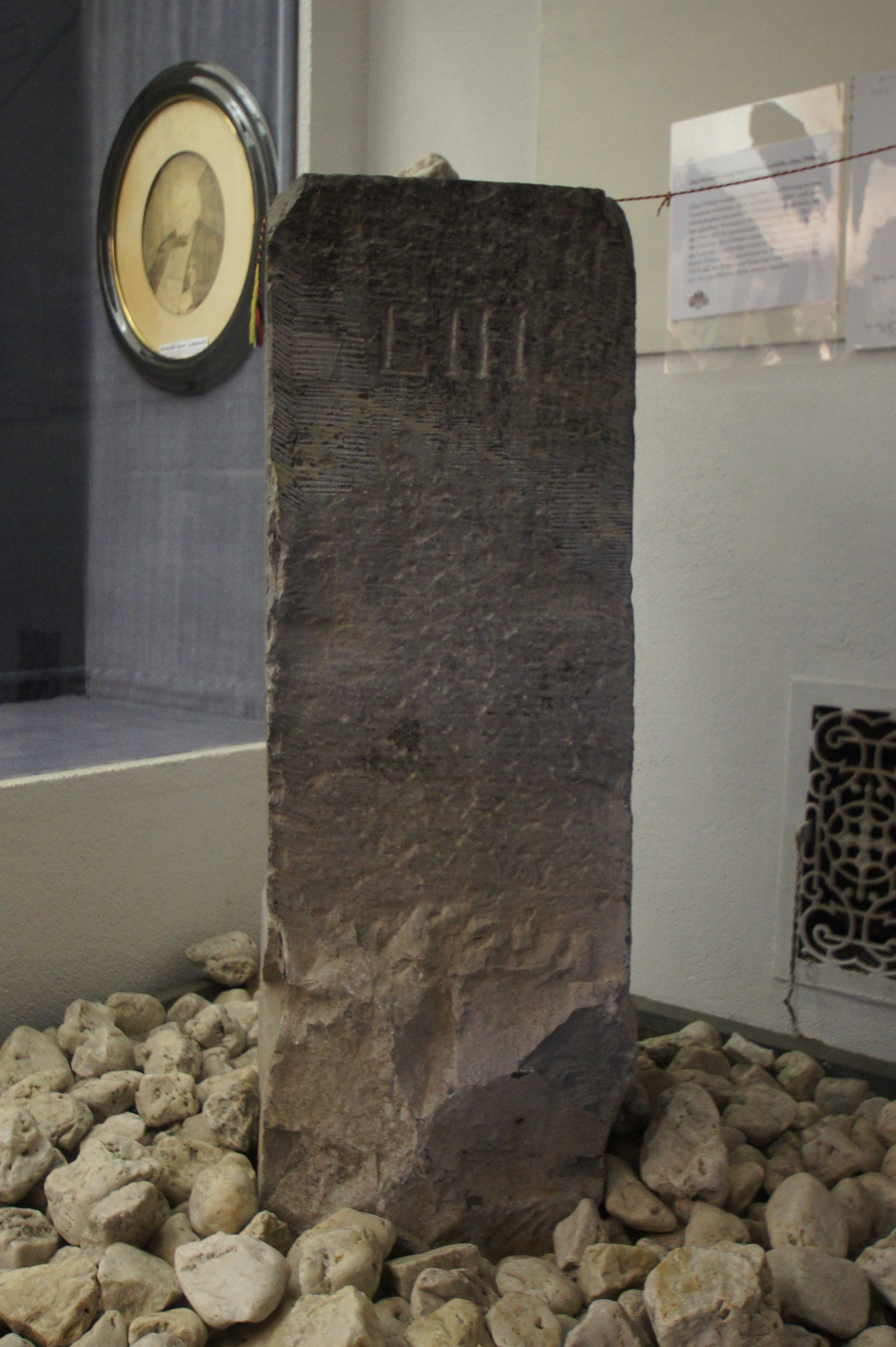
Een van de stenen grenspalen van Moresnet

In tegenstelling tot wat de naam doet vermoeden, lagen beide dorpen Moresnet en Pruisisch Moresnet buiten de grenzen van Neutraal Moresnet. Na de stichting van de neutraliteit van het gebied in 1816 werd de grens van Neutraal Moresnet aangegeven door houten grenspalen, oranje-wit aan de Nederlandse kant en zwart-wit aan de Pruisisch-Duitse. In 1869 werden de houten palen vervangen door stenen modellen. Hoewel het door journalisten het kleinste land ter wereld werd genoemd, was Monaco destijds nog kleiner.

### Bevolking
De oorspronkelijke inwoners van het gebied en hun nakomelingen werden Neutralen genoemd. In 1859 bestond de bevolking van Neutraal Moresnet uit 852 Belgen, 807 Pruisen, 695 Neutralen, 204 Nederlanders en veertien mensen met een andere nationaliteit. In totaal woonden er 2572 mensen. 60 procent van de inwoners waren mannen en meer dan 900 waren jonger dan vijftien jaar. In 1904 woonden er 3432 mensen: 1470 Duitsers, 1169 Belgen, 438 Neutralen, 352 Nederlanders en drie Amerikanen. Hoewel er na verloop van tijd sprake was van een gemeenschappelijke identiteit, voelden de inwoners van Neutraal Moresnet zich op de eerste plaats verbonden met hun land van afkomst, hoofdzakelijk Pruisen (later Duitsland), Nederland (of later België).

### Staatsinrichting

In het wapen van Kelmis refereert de leeuw aan Nederland en België, de adelaar aan Pruisen en de hamer en pikhouweel aan de zinkmijnbouw

Neutraal Moresnet werd officieel geregeerd door de Nederlanden (later België) en Pruisen (later een deelstaat van Duitsland). Kleine kwesties werden afgehandeld door de burgemeester van Pruisisch-Moresnet, die tegelijkertijd burgemeester van Kelmis was. Middelgrote zaken werden afgehandeld door de Nederlandse (later Belgische) en Pruisische (later Duitse) commissarissen en grote zaken door de Nederlandse (later Belgische) en Pruisische (later Duitse) regeringen.
In 1854 kreeg Neutraal Moresnet een grotere mate van zelfbestuur door de installatie van een gemeenteraad van tien leden. De raad, evenals een welzijnscommissie en een schoolcommissie, werden niet verkozen, maar benoemd door de burgemeester en hadden slechts een adviserende functie. Om de tien jaar werd de helft van de raadsleden via een loting ontslagen. Het volk had geen stemrecht.
De vlag van Neutraal Moresnet bestond uit drie horizontale banen: blauw, wit en zwart. De oorsprong van de vlag is onbekend. Het wapen van het land bestond uit de Pruisische adelaar, de Nederlandse/Belgische leeuw en een gekruiste hamer en pikhouweel, een verwijzing naar de mijnbouw.
In 1908 werd het lied van de Esperantobeweging La Espero, oorspronkelijk geschreven door Lejzer Zamenhof, door de Luikse componist Willy Hupperman omgedoopt tot de Amikejo-mars. Vertaald luidde het informele volkslied van Neutraal Moresnet als volgt:

Mensheid, oh kom maar naar Amikejo!
Leve internationalisme!
Laten we ons offer brengen,
Op het altaar van de vriendschap!

De Franse frank werd de officiële munteenheid, maar ook Pruisisch, Nederlands, en Oostenrijks geld werd gebruikt. In 1848 verschenen enkele plaatselijke munten, maar deze werden nooit officieel ingevoerd.

### Ordehandhaving
Omdat de Pruisische en Nederlandse regeringen niet toestonden dat het strafrecht van de tegenstander zou gelden, werd de Code Napoléon in 1822 ingesteld als wetboek voor strafrecht van Neutraal Moresnet. Strafrechtszaken werden het ene jaar in Aken en het andere jaar in Luik gehouden. Civiele rechtszaken werden volgens de Code Commercial gevoerd in Aken en bij hoger beroep in Luik. Inwoners van Neutraal Moresnet konden aanvankelijk niet in Nederlandse of Pruisische dienstplicht. Vanaf 1847 werden de Belgische inwoners van Neutraal Moresnet dienstplichtig, gevolgd door de Duitse inwoners in 1874; Neutralen waren altijd vrij van dienstplicht.
Ter bescherming van de neutraliteit moesten Nederlandse, Belgische en Pruisische/Duitse politieagenten toestemming krijgen van de burgemeester om een misdadiger in Neutraal Moresnet op te pakken. Er was geen sprake van een uitleveringsverdrag. In 1850 had Neutraal Moresnet slechts één wetsdienaar, de veldwachter, die niemand kon arresteren omdat het land geen gevangenis had. Vanwege de haast anarchistische omstandigheden stelde burgemeester De Lasaulx een ordehandhaver en enkele hulpagenten aan. De Code Napoléon, die in andere landen steeds meer als achterhaald beschouwd werd, weerhield Neutraal Moresnet ervan om zich aan te passen aan de tijdsgeest. Zo konden lichte overtredingen volgens de wet streng beboet worden met lijf- en gevangenisstraffen.
De consumentenprijzen waren in Neutraal Moresnet zo'n 30 procent lager dan in de buurlanden. Omdat geen accijns werd geheven werd er veel via Neutraal Moresnet gesmokkeld; met name alcohol kon met gemak langs de douane worden vervoerd. In 1859 werd een inkomstenbelasting ingevoerd.

### Dagelijks leven
In Neutraal Moresnet draaide het dagelijks leven grotendeels om het zinkbedrijf Vieille-Montagne, dat voor een groot deel verantwoordelijk was voor het welzijn en de voorzieningen van de inwoners, zoals huizen, een verpleeghuis, een school, een katholieke kerk en een protestantse kapel. Ook stichtte het bedrijf schuttersverenigingen, een harmonieorkest, een carnavalsvereniging en een turnvereniging. In deze verenigingen kwamen inwoners van verschillende nationaliteiten bij elkaar. Vanaf 1885 had Neutraal Moresnet een luxehotel, Bergerhoff.
In de bloeiperiode van Vieille-Montagne was bijna 50% van de bevolking werkzaam in de mijnen. Een groot deel van de arbeiders was jong en alleenstaand en zocht zijn vermaak in de zogenaamde cabarets, bars met muziek, dans en kansspellen. Gewoonlijk werd er graanjenever met een hoog alcoholpercentage geschonken. De vele weduwen van Neutraal Moresnet werkten vaak bij in de prostitutie. De Belgische commissaris telde in 1853 tachtig drankgelegenheden. In 1904 waren er vier distilleerderijen die samen 67 duizend liter per jaar stookten.
Verschillende ongetrouwd zwangere vrouwen uit het buitenland lieten hun kind in Neutraal Moresnet geboren worden en boden het ter adoptie aan. De meeste minderjarigen van Neutraal Moresnet werkten in de groeve; de Code Napoléon vermeldde niets over een leerplicht. In 1845 richtte Vieille-Montagne voor deze kinderen een school op. In 1902 bezochten 500 leerlingen deze school, onderwezen door twee leraren en drie ongeschoolde leraressen.